# 羅伯特·克勞斯·貝登堡
羅伯特·克勞斯·貝登堡，第三代貝登堡男爵，Bt（英語：Robert Crause Baden-Powell, 3rd Baron Baden-Powell，1936年10月15日—2019年12月28日），出生於南非約翰尼斯堡，為彼得·貝登堡與卡琳·克勞斯-博德曼（Carine Crause-Boardman）的兒子，羅伯特·貝登堡與奧莉芙·貝登堡的孫子，艾格妮絲·貝登堡、貝登·貝登堡、喬治·貝登堡與沃靈頓·貝登堡的侄孫，以及貝登·鮑威爾的玄孫。